# Araneus bimini
Araneus bimini är en spindelart som beskrevs av Levi 1991. Araneus bimini ingår i släktet Araneus och familjen hjulspindlar. Inga underarter finns listade i Catalogue of Life.